# Flikfisk
Flikfisk (Phycodurus eques) är en saltvattensfisk som inte är alltför avlägset släkt med sjöhästar. Den är den enda arten i släktet Phycodurus. Den förekommer på grunt vattnen utanför södra och västra Australien. Namnet Phycodurus kommer från grekiskans ord phykon (sjögräs) och dora (hud).
Flikfisken blir cirka 40 centimeter lång och 225 g tung. De långa smala utväxter som finns på fiskens kropp är inte fenor utan utskott som ger flikfisken ett bra kamouflage bland alger och annan vattenväxtlighet. 
När flikfisken förflyttar sig använder den sig av två små nästan helt genomskinliga fenor, vars små rörelser i vattnet inte är lätta att få syn på, vilket bidrar till illusionen av flikfisken som en bit lösryckt tång.
Dess föda består av plankton, alger och annat smått som flyter i vattnet. Honan lägger sina ägg (ungefär 200 per tillfälle) på hanens stjärt, där denne har en liten säck i vilken han fraktar äggen tills de kläcks efter cirka 6 veckor.
Flikfisken fångas av människan för att hållas som akvariefisk. I kombination med föroreningar av dess livsmiljö har detta lett till en nedgång för arten, som numera är skyddad av australiska myndigheter.
En närbesläktad art är sjödraken (Phyllopteryx taeniolatus), vilken dock är mindre än flikfisken. I novembernumret av National Geographic 2006 framfördes teorin att dessa två arter de facto är en enda art med en vida spridd geografisk utbredning.